# 萨比恩·马哈茂德
萨比恩·马哈茂德（1974年6月20日—2015年4月24日）是一位巴基斯坦進步主義人权活动家和社会工作者，她创立了卡拉奇的社会人权活动中心“第二层”咖啡厅。她还是TiE（促进网络建设和为初创企业筹集资金的组织）卡拉奇分部的主管。
萨比恩在卡拉奇出生和长大。毕业后她成立了一家互动媒体和技术咨询公司，并致力于建立巴基斯坦的公民档案馆。她于2007年成立了第二层（T2F），旨在为公开对话提供一个社区空间。在萨比恩的领导下，T2F安排了一系列自由社会活动。她还共同领导了对伊斯兰堡红色清真寺的抗议活动，并参加了巴基斯坦全民运动（Pakistan for All），这项运动旨在结束巴基斯坦的宗派主义和宗教不容忍现象。
2015年4月24日，她主持了关于俾路支斯坦衝突的辩论，参与者包括像Mama Qadeer这样的活动家。活动结束，她在T2F举办研讨会后，在回家的路上被枪手枪杀。2015年5月20日，巴基斯坦当局逮捕了萨比恩·马哈茂德谋杀案背后的凶手。萨比恩被称为“巴基斯坦自由，城市化，全球化的公民社会”的一部分。

## 事业
萨比恩想要挑战不公正和歧视，并鼓励批判性思维；她告诉媒体，她最大的梦想是“通过互联网改善世界。”她创立了PeaceNiche，一个为公益事业提供“社交平台”的组织。
萨比恩与她的导师Zaheer Kidvai成立了一家名为“bits”的小型科技公司。2006年，她创办了第二层（T2F），这是一个举办公共论坛讨论，电影放映，诗歌创作，脱口秀喜剧和现场戏剧的咖啡馆。2013年，萨比恩共同主持了在巴基斯坦卡拉奇的T2F举办的第一次公民黑客马拉松活动，旨在将来自不同学科的人聚集在一起，共同探讨解决公民问题的方法。萨比恩邀请了很多公共名人，包括撰写了一本有争议的军事融资书籍的Ayesha Siddiqa，导致巴基斯坦三軍情報局来调查。
2013年，她告诉《连线》杂志，她不想给“第二层”安排武装保安，“这是你为拥有公共空间而付出的代价。因为普遍的恐惧，我不会设置检查人员和军人。事情很危险，坏事也会发生。但是你不能让恐惧控制你，那样你永远也做不到任何事情。”她的工作在国际媒体上得到了报道。

## 去世
2015年4月24日，萨比恩在主持研讨会后驾驶她的鈴木Swift回家途中被DHA图书馆附近的枪手射杀。当她的车停在距离T2F以北不到500米的红灯处时，枪手Saad Aziz骑着摩托车用枪向驾驶座上的萨比恩开了5枪。
据一名警方官员称，这起谋杀案是一次直接的目标谋杀并被警方根据《恐怖主义法》登记在案。她的母亲在袭击中也受了重伤，被带到医院接受治疗。该研讨会名为“Unsilencing Balochistan（Take 2）”，在T2F咖啡馆举行，专注于俾路支省的冲突。演讲嘉宾包括Baloch活动家Mama Qadeer。
根据Mama Qadeer的说法，萨比恩和她的母亲在研讨结束后不久离开了。由于组织者早些时候受到威胁，该活动已从4月21日改为4月24日，具体地点也已改变。首席部长谴责了这起事件，并对此事件进行了调查。总理納瓦茲·謝里夫向家属表示哀悼，并向调查当局寻求报告。活动人士的死也引起了社交媒体上的知名媒体和民间社会成员的震惊。Nasreen Jalil，Mosharraf Zaidi，Altaf Hussain，Fasi Zaka，Raza Rumi，Hamid Mir，阿里夫·艾維，法蒂瑪·布托，Taimur Rahman，Kamila Shamsie，马拉拉·尤萨夫扎伊和Sharmila Farooqi等人均对此事件表示谴责。军事公共关系总干事Asim Bajwa将军强烈谴责这起谋杀案，并保证情报机构将协助抓获犯罪者。在2015年伊斯兰堡文学节上举行了一场纪念萨比恩的小组讨论会。2015年5月23日，组织了一个国际黑客马拉松，以纪念萨比恩·马哈茂德。
5月20日，Sindh Qaim Ali Shah首席部长表示，萨比恩谋杀案的策划者已被捕。凶手还承认他参与了在卡拉奇的槍擊案。凶手姓名确认为Saad Aziz。
目的为造成巴基斯坦动荡的俾路支解放军经常以人权活动家和批评他们的记者为刺杀目标。